# Break the Night with Colour
Break the Night with Colour is een nummer van de Britse singer-songwriter Richard Ashcroft uit 2006, bekend als frontman van The Verve. Het is de eerste single van derde soloalbum Keys to the World.
"Break the Night with Colour" heeft als boodschap om zelfbewust en vastberaden te blijven te midden van onzekerheid en maatschappelijke druk, en je niets aan te trekken van wat anderen vinden. Het nummer werd een grote hit op de Britse eilanden, met een 3e positie in het Verenigd Koninkrijk. Elders in Europa was het succes iets bescheidener; ook in het Nederlandse taalgebied. In Nederland bereikte de plaat een 19e positie in de Tipparade, terwijl het in Vlaanderen op de 2e positie in de Tipparade terechtkwam.

## Tracklijst
Cd-single & 7"
1. "Break the Night with Colour" - 3:56
2. "The Direction" - 3:22